# Aleksandr Dovjenko
Oleksandr Dovjenko (Sosnytsia, Chernihiv Oblast, Ucrânia, 29 de agosto jul./ 10 de setembro de 1894 greg. – Moscovo, 25 de novembro de 1956), realizador ucraniano, foi um dos grandes cineastas soviéticos, ao lado de Sergei Eisenstein, Dziga Vertov e Vsevolod Pudovkin. Seu filme "Terra" foi incluído na lista dos 12 melhores filmes de todos os tempos e nações de acordo com a versão da Exposição Mundial de Bruxelas.

## Biografia
Cineasta e escritor ucraniano, fundador do cinema «poético», nasceu na região de Chernihiv. São famosos filmes como «Zvenigora», «Arsenal», «Terra», bem como outros cenários não realizados, «Ucrânia em fogo» e «Desna Mágico», os quais se tornaram obras literárias de valor inigualável. Na exibição internacional em Bruxelas, em 1958, Dovzhenko foi reconhecido como um dos dez melhores artistas de produção cinematográfica mundial durante todos os seus 60 anos de história, e o seu filme «Terra» foi um dos 25 melhores filmes de todos os tempos e de todos os povos. Charlie Chaplin apreciava imenso a obra do realizador ucraniano e, num dos seus discursos, disse que “até agora, os eslavos deram ao mundo um só génio do cinema – o pensador e poeta – Oleksandr Dovzhenko”. Na opinião do crítico de cinema americano Arthur Knight, os melhores filmes japoneses tiveram a influência da arte de Dovzhenko.

## Filmografia
Títulos originais em transliteração a partir do russo.
- 1926: Yagodka lyubvi.....(pt: O pequeno fruto do amor)
- 1926: Vasya reformator
- 1927: Sumka dipkuryera.....pt: A mala do correio diplomático)
- 1928: Arsenal.....(pt: Arsenal)
- 1928: Zvenigora
- 1930: Zemlya.....(pt: A Terra)
- 1932: Ivan
- 1935: Aerograd
- 1939: Bukovina, zemlya Ukrainskaya
- 1939: Shchors
- 1940: Osvobozhdeniye.....(pt: Libertação)
- 1943: Bitva za nashu Sovetskuyu Ukrainu.....(pt: A luta pela nossa Ucrânia soviética)
- 1945: Yerkir hayreni
- 1945: Pobeda na Pravoberezhnoi Ukraine i izgnaniye nemetsikh zakhvatchikov za predeli Ukrainskikh sovietskikh zemel
- 1948: Michurin
- 1949: Proshchay, Amerika